# 岳世鑫
岳世鑫（1952年—），湖北省宜昌市人。中国人民解放军中将。
毕业于宜昌一中。1998年，任第41集团军123师政委、第42集团军政治部主任，第41集团军政治部主任。2003年7月晋升为少将军衔。2004年7月，任广西军区政委。2005年7月，任第42集团军政委。2012年7月，任解放军驻香港部队政委。2013年8月2日，晋升中将。2018年1月，当选第十三届全国政协委员，任南部战区副政委。